# Calistrat Bobu
Calistrat Bobu (n. 15 martie 1900, Fetești, România – d. 10 mai 1975, Bocșa, Caraș-Severin, România) a fost un călugăr ortodox român cu rang de protosinghel, duhovnic la Mănăstirea Timișeni și la Mănăstirea Vasiova, canonizat ca sfânt de Sfântul Sinod al Bisericii Ortodoxe Române în ședința sa din 11-12 iulie 2024, cu titulatura „Sfântul Cuvios Calistrat de la Timișeni și Vasiova” și prăznuirea în ziua de 10 mai.